# Liste der Monuments historiques in Sept-Saulx
Die Liste der Monuments historiques in Sept-Saulx führt die Monuments historiques in der französischen Gemeinde Sept-Saulx auf.

## Liste der Immobilien
| Bezeichnung           | Beschreibung | Standort                  | Kennzeichnung | Schutzstatus | Datum | Bild           |
| --------------------- | --- | ------------------------- | ------------- | ------------ | ----- | -------------- |
| Château de Sept-Saulx | 1928 bis 1930 erbaut, Architekt Louis Süe; mit gleichzeitiger Parkanlage, Landschaftsarchitekt Jean-Claude Nicolas Forestier | nördlich des Ortes (Lage) | PA51000006    | Inscrit      | 2001  | weitere Bilder |
| Kirche St-Basle       | aus dem 12. und 13. Jahrhundert                                                                                              | Rue de l’Église (Lage)    | PA00078854    | Classé       | 1920  | weitere Bilder |

## Liste der Objekte
| Bezeichnung                                            | Beschreibung                                                                    | Standort                      | Kennzeichnung | Schutzstatus    | Datum  | Bild |
| ------------------------------------------------------ | ------------------------------------------------------------------------------- | ----------------------------- | ------------- | --------------- | ------ | ---- |
| Skulptur Heilige Barbara                               | Holz, farbig gefasst, 15. Jahrhundert                                           | in der Kirche St-Basle (Lage) | PM51001025    | Classé          | 1908   |      |
| Skulptur Heiliger Hubertus                             | Stein, 16. Jahrhundert                                                          | in der Kirche St-Basle (Lage) | PM51001027    | Classé          | 1979   |      |
| Skulptur Heiliger Antonius                             | Stein, 17. Jahrhundert                                                          | in der Kirche St-Basle (Lage) | PM51002710    | Inscrit         | 1977   |      |
| Gemälde Kommunion des heiligen Hieronymus              | Ölfarbe auf Leinwand, 16. Jahrhundert, Holzrahmen; Kopie nach Domenichino       | in der Kirche St-Basle (Lage) | PM51002711    | Inscrit         | 1977   |      |
| Skulptur Sitzende Madonna                              | Stein, 15. Jahrhundert                                                          | in der Kirche St-Basle (Lage) | PM51001614    | Classé gelöscht | ? 1913 |      |
| Zwei Reliefs: Christi Geburt und Darstellung des Herrn | Fragmente eines Retabels; Holz, farbig gefasst, 15. Jahrhundert; 1978 gestohlen | in der Kirche St-Basle (Lage) | PM51001024    | Classé          | 1908   |      |
| Skulpturengruppe Unterweisung Mariens                  | Stein, farbig gefasst, 16. Jahrhundert                                          | in der Kirche St-Basle (Lage) | PM51001026    | Classé          | 1908   |      |